# Ghosts (album Siobhán Donaghy)
Ghosts – drugi solowy album byłej członkini Sugababes – Siobhán Donaghy. Jest to mieszanka Popu, Indie i New Wave. Donaghy po nieudanym albumie Revolution in Me postanowiła zerwać kontrakt z London Records i podpisać nowy, z francuską wytwórnią Parlophone, gdzie nagrała album Ghosts.

## Lista utworów
1. Don’t Give It Up 3:09
2. So You Say 4:19
3. There Is A Place 3:26
4. Sometimes 3:22
5. 12 Bar Acid Blues 3:55
6. Make It Right 3:44
7. Coming Up For Air 4:13
8. Goldfish 4:09
9. Medevac 3:58
10. Halcyon Days 4:19
11. Ghosts 3:55

Bonusowe utwory ITunes:
1. „Man On A Mission”
2. „Re-Offend”

Dodatkowy utwór:
1. Last Request (Acoustic)

## Single
- „Ghosts”/„Don’t Give It Up” – limitowane, vinylowe wydanie[9]
- „Don’t Give It Up” – 16 kwietnia 2007[10]
- „So You Say” – 18 czerwca 2007[11]